# Pierre Krähenbühl

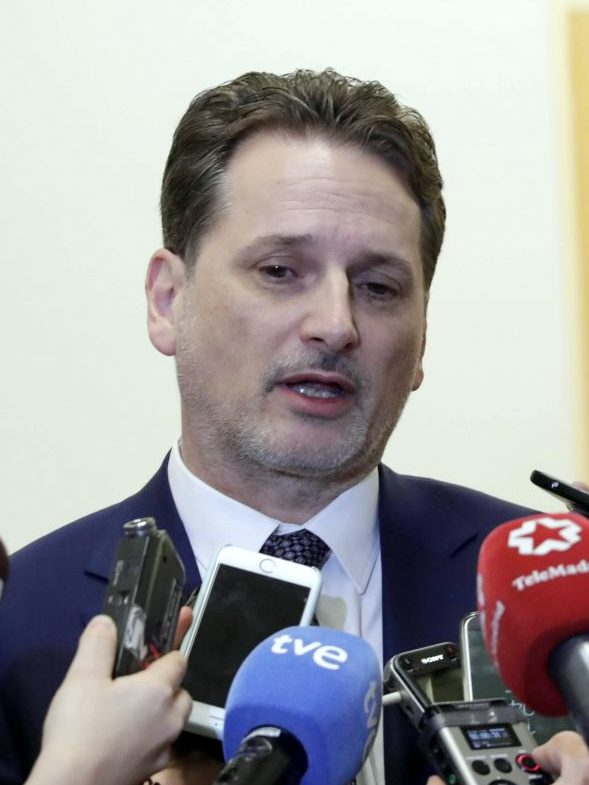
Pierre Krähenbühl (2019)

Pierre Krähenbühl (* 8. Januar 1966 in Genf) ist Generaldirektor des Internationalen Komitees vom Roten Kreuz (IKRK) und bekleidet damit seit April 2024 das zweithöchste Amt der Institution. Zuvor war er von 2002 bis Anfang 2014 Direktor der IKRK-Abteilung Feldeinsätze.

## Biografie bis 2002
Pierre Krähenbühl wurde in der Schweiz geboren und lebte als Kind mehrere Jahre lang in Griechenland, Deutschland und Schweden. Er besuchte das Gymnasium und die Universität in seinem Heimatland und erwarb einen Master in Politologie und internationalen Beziehungen an der Universität Genf und dem Graduate Institute of International and Development Studies.
Ein Jahr nach dem Sturz des Duvalier-Regimes (1987) wurde er als Kommunikationsreferent des Lutherischen Weltbundes (LWB) nach Haiti entsandt. Dort arbeitete er eng mit Gewerkschaften und kirchlichen Basisgemeinden sowie mit zivilgesellschaftlichen Akteuren zusammen, die sich für die Verbesserung der Lebensbedingungen einsetzten.
In den Jahren 1988–91 kehrte er nach Haiti zurück, bereiste aber auch mehrere Länder in Mittelamerika sowie Äthiopien, um zu berichten und Dokumentarfilme zu produzieren. Der Dokumentarfilm Haiti: A Forgotten Nation, bei dem er zusammen mit einem lateinamerikanischen Journalisten Regie führte, wurde auf mehreren europäischen und lateinamerikanischen Filmfestivals gezeigt.
Krähenbühl begann seine Tätigkeit für das IKRK Ende 1991 mit einem Einsatz in El Salvador, nachdem der dortige Bürgerkrieg beendet war. Anschließend wurde er nach Ayacucho in Peru entsandt (1992–93), wo er in abgelegenen Andentälern in Dörfern arbeitete, die durch die heftigen Kämpfe zwischen dem Leuchtenden Pfad und den peruanischen Streitkräften am stärksten in Mitleidenschaft gezogen waren. In den folgenden zwei Jahren arbeitete er in Afghanistan, zuerst in Jalalabad (1993) und dann in Kabul (1994–95).
Die nächsten zweieinhalb Jahre verbrachte er in Bosnien und Herzegowina, zunächst in Banja Luka, wo er von Juli bis November 1995 das IKRK-Büro in den Wirren am Ende des Bosnienkonflikts leitete, und später in Pale and Sarajewo während der ersten zwei Jahre des Wiederaufbaus nach dem Krieg.
1998 wurde er vom IKRK beauftragt, vom Genfer Sitz aus dessen Aktivitäten auf dem Balkan zu beaufsichtigen, unter anderem als Leiter einer Arbeitsgruppe während des Kosovokonflikts 1999. Von 2000 bis 2002 war er persönlicher Berater des damaligen IKRK-Präsidenten Jakob Kellenberger, bevor er Mitte 2002 zum Direktor der Abteilung Feldeinsätze ernannt wurde.

## Leitung von IKRK-Einsätzen, 2002–2014
Als Direktor der IKRK-Abteilung Feldeinsätze beaufsichtigte Krähenbühl die Reaktionen des IKRK auf die Folgen der bewaffneten Konflikte unter anderem in Afghanistan, Irak, Sudan, DR Kongo, Libyen, Somalia, Elfenbeinküste, Kolumbien und Syrien. Er führte hochrangige Verhandlungen mit Regierungen, Streitkräften und nichtstaatlichen bewaffneten Gruppen in mehreren Regionen und beteiligte sich an Gesprächen über humanitäre Prioritäten in den Vereinigten Staaten, China, Russland, Japan, Brasilien, Australien, Südkorea, Katar, Saudi-Arabien, Norwegen, Großbritannien, Frankreich, Deutschland und Schweden sowie mit der UNO, der EU, der Organisation für islamische Zusammenarbeit und anderen internationalen Gremien.
Neben der traditionell diskreten Diplomatie des IKRK sprach Krähenbühl öffentlich über die vom Krieg betroffenen Zivilpersonen in Afghanistan, Irak, Kolumbien, Sri Lanka und anderswo. Nach der ohne Zustimmung des IKRK erfolgten Publikation eines vertraulichen Berichts äußerte sich Krähenbühl 2004 öffentlich über die Folterungen und Misshandlungen von Gefangenen in Abu Ghraib.

## Leitung des UNRWA
Von März 2014 bis November 2019 war Krähenbühl Generalkommissar des Hilfswerks der Vereinten Nationen für Palästina-Flüchtlinge im Nahen Osten (UNRWA). Am 6. November 2019 legte er sein Amt im UNRWA angesichts von Behauptungen über Missmanagement nieder und erklärte, er sei das Opfer „schmutziger Politik“.
Der Amtsniederlegung war ein interner Bericht der UNRWA-eigenen Ethikkommission vorausgegangen, welcher mehreren UNRWA-Führungspersonen, darunter auch Krähenbühl, Machtmissbrauch sowie Nepotismus vorwarf. Krähenbühl wies die Aussagen zum UNRWA und seiner Führung „uneingeschränkt“ zurück. Das UN-Amt für interne Aufsichtsdienste (OIOS) begann die Vorwürfe zu untersuchen. Am 6. November 2019 gab das Büro des UN-Generalsekretärs António Guterres bekannt, dass der UN-Generalsekretär einen Bericht über die von OIOS durchgeführte Untersuchung erhalten habe, welcher die bislang gewonnenen Erkenntnisse enthält. In dem Bericht wurden keine Vorwürfe von Betrug oder der Veruntreuung von Geldmitteln erhoben, jedoch wurden Managementprobleme genannt, die behoben werden sollten. Die Bekanntmachung enthielt außerdem die Bekanntgabe, dass Guterres Krähenbühl vorübergehend suspendiert und mit sofortiger Wirkung Krähenbühls Stellvertreter Christian Saunders als vorläufigen Leiter von UNRWA eingesetzt habe. Wenige Stunden später, noch am selben Tag, legte Krähenbühl sein Amt nieder.
Im Dezember 2020 veröffentlichte der Schweizer Fernsehsender RTS eine Reportage über die Ergebnisse des OIOS-Berichts. RTS berichtete, dass der Bericht Krähenbühl von den meisten Anschuldigungen entlaste, darunter insbesondere der Vorwurf des Nepotismus, und „nur wenige belastbare Elemente“ enthalte.

## Neue IKRK-Ämter
Krähenbühl kehrte im Mai 2021 als persönlicher Gesandter des IKRK-Präsidenten für China in das IKRK zurück. Im Dezember 2023 ernannte ihn das IKRK zu seinem nächsten Generaldirektor.
In seiner Mitteilung erklärte das IKRK, Krähenbühl habe mehr als 30 Jahre lang im humanitären Sektor gewirkt und sei bekannt als „strategie- und lösungsorientierte Führungspersönlichkeit mit profunder Kenntnis der Organisation und grossem Engagement für das IKRK.“
Gegenüber der Schweizer Tageszeitung Le Temps wies das IKRK darauf hin, dass die Ermittlungen der UNO bezüglich der UNRWA-Anschuldigungen gegen Krähenbühl „keine Beweise für Verfehlungen während seiner Amtszeit bei der UNRWA zutage gefördert haben, und dass es keine laufenden Ermittlungen“ gegen ihn gibt.

## Privates
Pierre Krähenbühl ist verheiratet mit Taiba Rahim, Präsidentin der Organisation Nai Qala, die Gesundheits- und Bildungsprojekte in Afghanistan fördert. Das Ehepaar hat drei Söhne.